# Тубаб
Тубаб (англ. "Toubab" , "Toubabou" чи "Toubob") — центрально- та західноафриканська назва людини європейського походження («білих»). Найчастіше використовується в Гамбії, Сенегалі, Гвінеї та Малі, а також у Кот-д'Івуарі . Це слово також можна застосувати до будь-якого мандрівника, як правило, лише до тих, хто має інший фенотип, аж до місцевих жителів, які виросли за кордоном (тому з іншим акцентом) або приїжджих експатріантів . У книзі Алекса Гейлі « Коріння » це слово пишеться «тубоб» («toubob»), а фраза «toubob fa» (убити toubob) використовується кілька разів.
У книзі God's Bits of Wood, автором якої є сенегальець Сембене Усман, місцеві жителі називають французьких колонізаторів toubab (однина) або toubabs (множина).
У четвертому епізоді міні-серіалу «Коріння» Кіззі називає своїх рабів «тубабом», або білим.

## Етимологія
Походження слова спірне. Дієслово мовою волоф означає «навертати» (місіонери колоніальних часів, які були білими з Європи). Це слово могло походити від монети «два боба» (два шилінги) з часів Великої Британії до децимізації . 

## Пов'язані назви
У Гані слово, яке використовується в місцевих аканських мовах для позначення білої людини (або будь-якого іноземця), — Оброні .
У Нігерії білу людину називають Ойібо .
У Того та Беніні білу людину називають Йово.
У найпоширенішій мові Буркіна-Фасо ( Мур ) слово для позначення білої людини є насара (nassara) (походить через арабську мову від назви Назарет, місце народження Ісуса ). На заході країни в більш популярних мовах ( наприклад, дюла, бамбара та мандінка) використовується слово тубабу . Слово nassara також використовується в сусідній Нігері .
Франкомовні люди також можуть використовувати французьке слово бльо (blanc) (білий).

## Центральна і Східна Африка
У Східній Африці та Східній частині Демократичної Республіки Конго білу особу чи іноземця називають музунгу .
І в Демократичній Республіці Конго, і в Республіці Конго інше слово, яке використовується для позначення білої людини – монделе (або мунделе ).